# Omuzbaşı
Omuzbaşı (kurd. Şükrük) ist ein Dorf im Landkreis Diyadin der türkischen Provinz Ağrı mit 380 Einwohnern (Stand: Ende 2024). Omuzbaşı liegt in Ostanatolien auf 1.850 m über dem Meeresspiegel, ca. 8 km nordwestlich von Diyadin, nahe der Straße zwischen Ağrı und Doğubeyazıt.
Der ursprüngliche Name von Omuzbaşı (türk. Schulterspitze) lautet Şükrük oder Şührük. Die Umbenennung erfolgte nach 1945. Die Volkszählung von 1945 führt das Dorf nur in der Form Şührük auf. Der Name Şükrük ist beim Katasteramt registriert.
1945 betrug die Einwohnerzahl im damaligen Şührük 120. 1985 lebten in Omuzbaşı 694 Menschen und 2009 hatte die Ortschaft 667 Einwohner.